# Serapias nurrica
Serapias nurrica är en orkidéart som beskrevs av Corrias. Serapias nurrica ingår i släktet Serapias och familjen orkidéer. IUCN kategoriserar arten globalt som nära hotad.

## Underarter
Arten delas in i följande underarter:
- S. n. argensii
- S. n. nurrica